# Eminence (Kentucky)
Eminence és una població dels Estats Units a l'estat de Kentucky. Segons el cens del 2000 tenia 2.231 habitants.

## Demografia
Segons el cens del 2000, Eminence tenia 2.231 habitants, 944 habitatges, i 623 famílies. La densitat de població era de 400,6 habitants/km².
Dels 944 habitatges en un 30,8% hi vivien nens de menys de 18 anys, en un 42,4% hi vivien parelles casades, en un 18% dones solteres, i en un 34% no eren unitats familiars. En el 30,6% dels habitatges hi vivien persones soles el 12,9% de les quals corresponia a persones de 65 anys o més que vivien soles. El nombre mitjà de persones vivint en cada habitatge era de 2,36 i el nombre mitjà de persones que vivien en cada família era de 2,91.
Per edats la població es repartia de la següent manera: un 25,3% tenia menys de 18 anys, un 9,6% entre 18 i 24, un 28,2% entre 25 i 44, un 22,1% de 45 a 60 i un 14,8% 65 anys o més.
L'edat mediana era de 36 anys. Per cada 100 dones de 18 o més anys hi havia 82,4 homes.
La renda mediana per habitatge era de 30.323 $ i la renda mediana per família de 36.053 $. Els homes tenien una renda mediana de 30.893 $ mentre que les dones 21.042 $. La renda per capita de la població era de 15.337 $. Entorn del 14,9% de les famílies i el 17,1% de la població estaven per davall del llindar de pobresa.

## Poblacions més properes
El següent diagrama mostra les poblacions més properes.